# Упмаль, Александр
Петер Александр Упмаль (латыш. Pēteris Aleksandrs Upmals, 1 [13] сентября 1891, Рига — 1918, Петроград) — российский легкоатлет, выступавший в беге на длинные дистанции и марафонском беге. Участник летних Олимпийских игр 1912 года.

## Биография
Александр (в журнале «Лёгкая атлетика» назван Арфетом) Упмаль родился 13 (1 по старому стилю) сентября 1891 года в Риге.
Выступал в легкоатлетических соревнованиях за 2-е Рижское общество велосипедистов.
В 1912 году вошёл в состав сборной России на летних Олимпийских играх в Стокгольме. Участвовал в марафонском беге, но не завершил дистанцию в числе 34 из 68 стартовавших.
В 1914 году стал серебряным призёром чемпионата России по лёгкой атлетике, проходившего в Риге в рамках Второй Всероссийской спортивной олимпиады. В марафоне он показал результат 3 часа 9 минут 34 секунды, отстав почти на 10 минут от победившего рижанина Андрея Капмаля.
После начала Первой мировой войны переехал из Риги в Петроград. В 1916 году выиграл первенство Петрограда в беге на 5000 и 10 000 метров.
В 1916 году стал чемпионом России в беге на 10 000 метров (35.26,0) и завоевал серебряную медаль в беге на 5000 метров (16.52,6). В том же году стал победителем пробега Санкт-Петербург — Павловск.
Умер в 1918 году в Петрограде от холеры.

## Личные рекорды
- Бег на 5000 метров — 16.52,6 (1916)
- Бег на 10 000 метров — 35.26,0 (1916)
- Марафон — 3:09.34 (1914)[3]

## Семья
Отец — Ян Упмаль.
Мать — Анна Аполония Упмаль (в девичестве Лева).